# Wageningse Berg
De Wageningse Berg is het zuidelijkste gedeelte van de stuwwal van de Nederlandse landstreek Veluwe, gelegen in de gemeente Wageningen.

## Historie
De Wageningse Berg werd in de voorlaatste ijstijd gevormd door een ijslob die vanuit de Gelderse Vallei het bodemmateriaal naar twee zijden toe wegdrukte. Aan de westzijde werd de Grebbeberg gevormd, aan de oostzijde de Wageningse Berg. Doordat de bodem bevroren was, werd deze opgestuwd in schuine platen, die nog altijd in de bodem van de stuwwallen te vinden zijn. Doorgaans werd het bos op de stuwwallen al in de Middeleeuwen gerooid en kwam er heide voor. In Wageningen bevond zich in de hoge Middeleeuwen op het meest westelijke deel van de Wageningse Berg - de Westberg - een nederzetting, Oud-Wageningen. Hiervan zijn de tufstenen kapel en enkele boerderijplattegronden teruggevonden. Het geheel, gelegen langs de Holleweg, is een archeologisch monument. Langs de flanken van de Wageningse Berg werd in de Middeleeuwen het akkerland aangelegd. Ook liggen er diverse grafheuvels op de Wageningse berg die rijksmonument zijn.
Op de Wageningse berg ligt het Belmonte Arboretum. "Belmonte" betekent: "mooie berg". Dit vroegere landgoed is een vrij toegankelijke bomentuin geworden. Vanuit dit park heeft men uitzicht over de Nederrijn en de Betuwe.

## Topografie
De Wageningse Berg is ook de naam van het voetbalstadion van de ter ziele gegane club FC Wageningen, het hotel en de wijngaard die op deze stuwwal liggen. Voor het sinds 1992 ongebruikte voetbalstadion zijn verschillende bestemmingen bedacht waaronder een kunstijsbaan en meer recent een Future Center, een kenniscentrum voor bewegen, voeding en sport.
Tegenwoordig wordt het stadion gebruikt voor trainingskampen van zowel Nederlandse als buitenlandse voetbalclubs, zoals bijvoorbeeld in de zomerstop.
Op de Wageningse Berg ligt tevens de woonenclave Oranjelaan, bestaande uit 26 huurwoningen aan een gelijknamige laan. De woningen zijn eigendom van De Woningstichting. Onderaan de Wageningse berg ligt het pompstation Wageningse Berg waarvan Vitens eigenaar is.